# Alis volat propriis

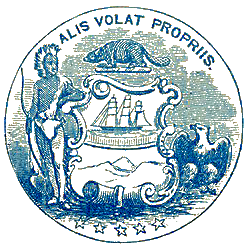
Seal of the Oregon Territory

Alis volat propriis : (بالأنجليزية "She Flies With Her Own Wings") وتعني "انها تطير بأجنحتها الخاصة	" ، وهي الشعار الرسمي لولاية أوريغون	.
كتب القاضي جيسي كوين ثورنتون الشعار باللغة الأنجليزية وتم أضافة اللغة اللاتينية إلى الختم الأقليمي المعتمد من المجلس الأقليمي للتشريع لولاية أوريغون في 1854.